# 키르스티 스파르보에
키르스티 스파르보에(Kirsti Sparboe, 1946년 12월 7일 ~)는 노르웨이 가수이다. 3차례의 유로비전 송 콘테스트(1965, 1967, 1969)에서 노르웨이 대표로 참가했다.